# Costa d'Oro danese
La Costa d'Oro danese (in danese Danske Guldkyst o Dansk Guinea) faceva parte della regione della Costa d'Oro (grosso modo l'odierno Ghana), che si trova sul Golfo di Guinea in Africa occidentale (da qui il territorio è chiamato talvolta Guinea danese). Fu colonizzata dai Danesi, prima sotto il dominio indiretto della Compagnia danese delle Indie occidentali (Dansk Vestindien Kompagni; una compagnia munita di concessione regia) poi alla Compagnia della Costa d'oro (Dansk Afrikaan Kompagni af den Kuste d'or) ed infine come colonia danese della corona.

## Storia

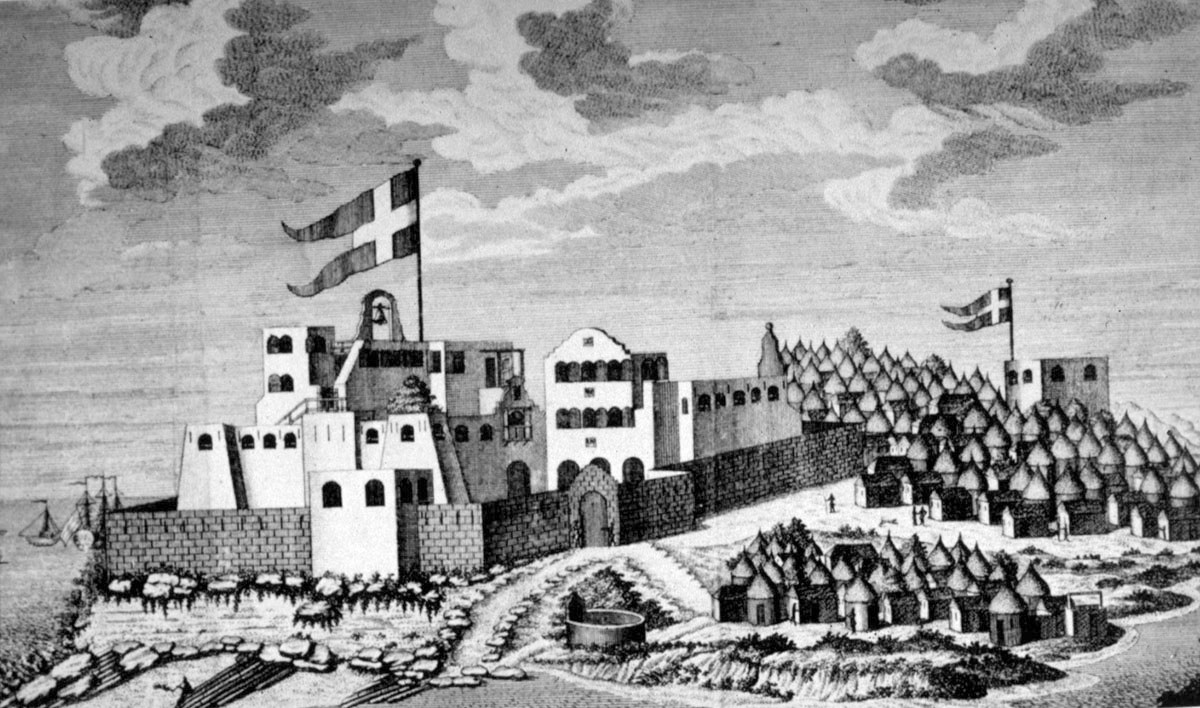
Fort Christiansborg

Dal 1658 parecchi insediamenti danesi furono istituiti sulla Costa d'Oro orientale (Dansk Afrikaner Kolonie af den Kuste d'Or):
- Fort Christiansborg (Accra/Osu: 1658 - aprile 1659, 1661 - dicembre 1680, febbraio 1683-1693, 1694-1850)
- Carlsborg (febbraio 1658 - 16 aprile 1659, 22 aprile 1663 - 3 maggio 1664)
- Cong (Cong Height: 1659 - 24 aprile 1661)
- Fort Frederiksborg (Amanful o Amanfro: 1659 - 16 aprile 1685)
- Fort Fredensborg (Ningo: 1734 - marzo 1850)
- Fort Augustaborg (Tshe: 1787 - marzo 1850)
- Fort Prinsensten (Keta: 1780 - 12 marzo 1850)
- Fort Kongensten (Ada: 1784 - marzo 1850.

Il 20 aprile 1663, l'occupazione danese di Fort Christiansborg e Carlsborg (Cape Castle) completò l'annessione degli insediamenti della Costa d'Oro svedese.
- 1674-1755: gli insediamenti erano amministrati dalla Compagnia danese delle Indie Occidentali e di Guinea
- dicembre 1680 - 29 agosto 1682: i Portoghesi occupano Fort Christiansborg.

Nel 1750 fu proclamata colonia della corona danese.
- 1782-1785: fu sotto l'occupazione britannica.

Il 30 marzo 1850 tutti gli insediamenti della Costa d'Oro furono venduti alla Gran Bretagna e incorporati nella Costa d'Oro britannica.
Il titolo del principale amministratore coloniale era Opperhoved (singolare; talora reso come "Capo stazione") sin dal 1658, solo nel 1766 fu promosso a Governatore.